# شعير زغبي
الشعير الزغبي (الاسم العلمي:Hordeum comosum) نوع نباتي يتبع جنس الشعير من الفصيلة النجيلية.  